# Tüscherz-Alfermée
Tüscherz-Alfermée (en francés Daucher-Alfermée) es una antigua comuna suiza del cantón de Berna, situada en el antiguo distrito de Nidau, comuna de Twann-Tüscherz.
El 1 de enero de 2010 entró en vigor la fusión de la comuna de Tüscherz-Alfermée con la comuna de Twann. La nueva entidad lleva el nombre de Twann-Tüscherz.

## Geografía
La localidad se encuentra situada en la región del Seeland bernés, a orillas del lago de Bienne. Limita al norte con las comunas de Lamboing y Evilard, al este con Biel/Bienne, Nidau e Ipsach, al sureste con Sutz-Lattrigen, y al suroeste y oeste con Twann.

## Transportes
- Línea ferroviaria Biel/Bienne - Neuchâtel.
- Puerto de embarque sobre el Lago de Bienne.

## Turismo
- Playa.
- Puerto de diversiones.
- Ruta de las viñas.